# Estadio Alfredo Di Stéfano
El Estadio Alfredo Di Stéfano es un estadio de fútbol español inaugurado en Madrid el 9 de mayo de 2006. Adopta este nombre en homenaje a Alfredo Di Stéfano, jugador del Real Madrid Club de Fútbol en los años 1950 y 1960, y considerado uno de los mejores jugadores de la historia del fútbol mundial. El recinto es la sede de todos los partidos oficiales del primer equipo femenino del club y del primer filial masculino, el Real Madrid Castilla Club de Fútbol.
El estadio se ubica en la Ciudad Real Madrid de Valdebebas, entre el recinto ferial de IFEMA y el Aeropuerto Adolfo Suárez Madrid-Barajas. El 9 de mayo de 2006 se disputó el encuentro inaugural entre el primer equipo del Real Madrid contra el Stade de Reims —rememorando la primera final de la Copa de Europa de 1956—, en un partido que culminó con victoria madridista por seis goles a uno. El defensa madridista Sergio Ramos tuvo el honor de marcar el primer gol en la historia del estadio.
El primer encuentro oficial jugado en el estadio por el equipo local, el Real Madrid Castilla, fue el 21 de mayo de 2006, en el partido correspondiente a la 38.ª jornada de Liga de la Segunda División frente al Málaga Club de Fútbol "B". El resultado fue de un 4-1 a favor de los blancos, con goles de Javier Balboa y de Roberto Soldado, autor de un triplete, y del primer gol oficial anotado en el estadio.

## Datos de interés
- Capacidad: 6000 espectadores
- Zona de prensa: cuenta con 2 sets de televisión, 4 cabinas para comentaristas y 10 cabinas de radio. Además hay 28 puestos de prensa escrita y 32 de comentarista.
- Tecnología: Tiene sus propias UCI (Unidad de Control de Instalaciones) y UCO (Unidad de Control Organizativo). Además, la producción de agua caliente se obtiene por medio de paneles termosolares situados en la cubierta del edificio y cuenta con calefacción propia en el terreno de juego. Acceso para personas con discapacidad. Iluminación LED para retransmisión Liga HD.
- Aparcamiento: Dispone de amplios aparcamientos, con capacidad para más de 800 vehículos, además de un aparcamiento propio para autobuses y otro independiente destinado para la afición visitante con capacidad para más de 10 autobuses.

## Uso por el primer equipo masculino

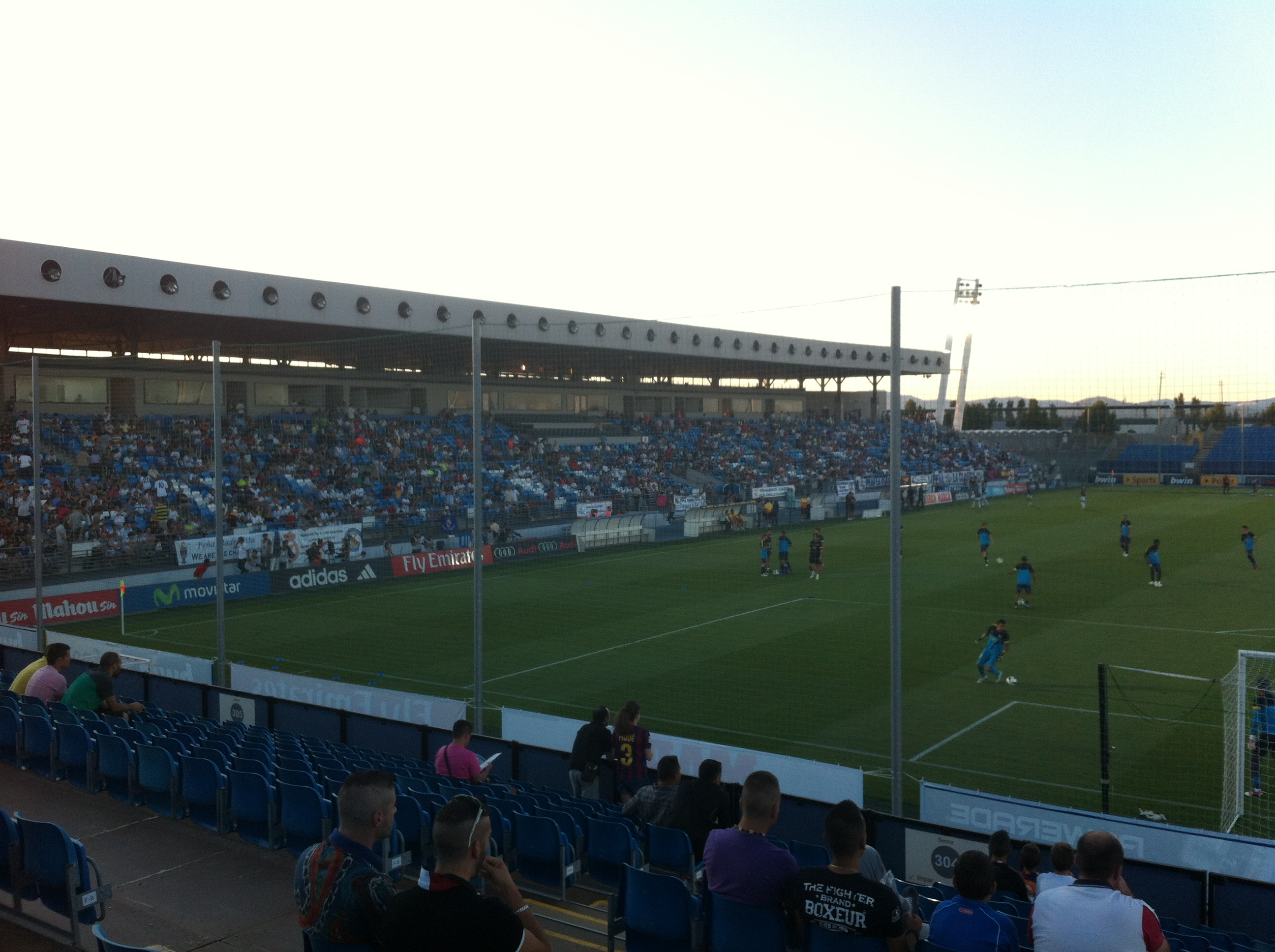
Estadio Alfredo Di Stéfano

En abril de 2020 se anunció que el primer equipo masculino jugaría los últimos seis encuentros de la temporada de Liga 2019-20 como local en el Estadio Alfredo Di Stéfano. El motivo se debió al adelantamiento de las obras de remodelación previstas hasta 2022 en el estadio Santiago Bernabéu, aprovechando la medida impuesta por el Gobierno de España de jugar el resto de la temporada 2019-20 y el inicio de la 2020-21 sin público, como consecuencia de la pandemia de enfermedad por coronavirus. 
Tras las necesarias adecuaciones del recinto para albergar encuentros de máximo nivel, el estreno en competición oficial fue beneficioso para el Real Madrid, que antes del parón forzoso por la pandemia de COVID-19 marchaba segundo en la clasificación liguera, a dos puntos del F. C. Barcelona, y pudo remontar y ganar la Liga con cinco puntos de ventaja. El primer partido se disputó el domingo 14 de junio ante la Sociedad Deportiva Eibar, saldado con victoria del Real Madrid por 3-1, con goles de Toni Kroos, Sergio Ramos y Marcelo Vieira, el descuento lo marcó Pedro Bigas. Siguió una racha de victorias consecutivas incluyendo todos los partidos disputados como local en el Alfredo Di Stéfano hasta completar una racha de 10 victorias y proclamarse el 16 de julio de 2020 en este mismo campo campeón de Liga tras vencer al Villarreal Club de Fútbol por 2-1. Karim Benzema fue el autor de los dos goles madridistas.
Para la temporada 2020-21, el primer equipo disputó todos sus encuentros como local en el Alfredo Di Stéfano (en Liga, Copa del Rey y Liga de Campeones de la UEFA), debido a las obras de remodelación que está acometiendo el club en el Estadio Santiago Bernabéu y al hecho de que no se permitía el ingreso de público en los estadios de equipos profesionales en España por la pandemia de COVID-19.

## Selección española
Debido a la prohibición de público en los estadios por la pandemia de COVID-19, la selección española de fútbol masculina también disputó en el Estadio Di Stéfano dos partidos de la Liga de Naciones de la UEFA 2020-21 contra Ucrania y Suiza en septiembre y octubre de 2020. Debido a que el estadio de la Ciudad del Fútbol de Las Rozas no dispone de tecnología VAR y su instalación no compensaba a la RFEF.

## Transportes
Metro:
 Feria de Madrid.
 Cercanías:
 Valdebebas.
Autobús:
 Urbanos:
112, 171, 174, SE709, BR1 y N2
 Interurbanos:
828.